# Lagaan – Es war einmal in Indien
Lagaan – Es war einmal in Indien (Originaltitel: Lagaan: Once Upon a Time in India, Hindi: लगान lagān, wörtl.: Steuern oder Pacht) ist ein mehrfach ausgezeichneter indischer Film. Er wurde am 1. Juni 2001 veröffentlicht und war für den Oscar als Bester fremdsprachiger Film nominiert.

## Handlung
Lagaan spielt im Indien des späten 19. Jahrhunderts. Captain Russell (Paul Blackthorne), der boshafte kommandierende Regionaloffizier des britischen Hauptquartiers, unterdrückt die Leute in der Region mit hohen Steuern (lagaan), während diese zusätzlich noch unter einer ungewöhnlichen Dürre leiden. Als sie ihren Radhschah, der mit den Briten paktiert, um Hilfe bitten, bietet Russell den Bauern des Dorfs Champaner eine Wette an: Er wird für ganze drei Jahre die Steuern der gesamten Provinz erlassen, wenn eine Dorfmannschaft seine Männer beim Cricket besiegen kann – eine Sportart, die den Bewohnern bisher völlig unbekannt ist. Wenn sie jedoch verlieren, wird die dreifache Steuer erhoben. Angeführt von Bhuvan (Aamir Khan) und mit der Hilfe der gutherzigen Schwester des Offiziers, Elizabeth (Rachel Shelley), beginnen die Bewohner für das Spiel, das über ihr Schicksal entscheiden wird, zu trainieren.
Bhuvan gelingt es nur mühsam, die Dorfbewohner von ihrer Chance zu überzeugen; religions- und kastenübergreifend tun sich Sikhs, Muslims und Hindus im Dorf zusammen, ein Schmied, der Vaidya (Arzt), ein Hühnerzüchter, ja sogar ein Kastenloser wird (aufgrund seiner zufällig entdeckten genialen Ballwurftechnik) aufgenommen; Brahmanen und Mullah arbeiten nach anfänglicher Skepsis einträchtig zusammen, und der Dorfchef kann schließlich sogar die aufgebrachten indischen Provinzoberen davon überzeugen, dass es eine reelle Chance auf einen Sieg gibt.
Das Team arbeitet sehr hart, und während dieser Zeit verliebt sich Elizabeth in Bhuvan, doch er kann ihre Gefühle nicht erwidern, da er sie einerseits nicht versteht, da sie ihm ihre Liebe nur auf Englisch gesteht und er eigentlich auch schon längst in Gauri verliebt ist, die ziemlich eifersüchtig auf Elizabeth ist. Lakha, der Gauri eigentlich für sich gewinnen wollte, will nun aus Trotz, da es offensichtlich ist, dass Gauri Bhuvan ebenfalls liebt, dass Bhuvan und die Dorfbewohner dieses Spiel verlieren. Er war schon in seiner Schulzeit nicht sehr beliebt, da er immer mit unfairen Mitteln spielte. Zwar wurde Lakha ein Mitglied des Teams, aber er informiert heimlich Captain Russell über die Fortschritte der Mannschaft. Der Captain versucht, seine Schwester daran zu hindern, den Dörflern weiterhin zu helfen, aber sie widersetzt sich, da sie Bhuvan wirklich liebt und ein Fair Play möchte.
Lakha spielt bei dem großen Spiel, das fast die gesamte zweite Filmhälfte einnimmt, an Dramatik kaum zu überbieten ist und eine großartige Werbung für das Cricketspiel darstellt, absichtlich schlecht, und so sinken die ohnehin schon geringen Gewinnchancen der Inder noch weiter. Am Abend des ersten Spieltags beobachtet Elisabeth aber, wie Lakha zu ihrem Bruder ins britische Lager schleicht, und sie informiert Bhuvan und die Dorfbewohner. Das Team ist empört und verlangt Lakhas Kopf, aber Bhuvan begnadigt ihn unter der Bedingung, dass er nun sein Bestes geben und so seine Loyalität beweisen müsse.
Am Ende des spannenden Matches gewinnt in buchstäblich letzter Sekunde die Dorfmannschaft. Nicht nur der Ort, sondern die ganze Provinz sind damit für drei Jahre vom Lagaan befreit. Alle sind glücklich, und Gauri und Bhuvan werden ein Paar. Der Bösewicht, Offizier Russell, wird nach Zentralafrika versetzt und Elizabeth kehrt enttäuscht nach Großbritannien zurück.

## Rezeption
Lagaan ist der erfolgreichste und nach manchen Rankings sogar der bisher beste indische Film überhaupt. Er rief begeisterte Reaktionen hervor, nicht nur auf dem Cricket spielenden Subkontinent („the greatest feelgood Hindi film ever“, „paean to the human spirit“), sondern auch beim internationalen Publikum. Er erhielt u. a. beim Internationalen Filmfestival von Locarno 2002 den Prix  du Public und wurde für die Verleihung des Oscar für den besten fremdsprachigen Film nominiert. Er gilt, was Regie, Musik, Kostüme und Sound angeht, als wegweisend.

## Weitere Projekte von Regisseur und Produzent
In seinem nächsten Film Swades (Heimat, 2004) widmete sich Gowariker denn auch diesen aktuelleren Themen, nun mit Shah Rukh Khan in der Hauptrolle. Swades – Heimat stieß jedoch nur im Ausland auf Resonanz und konnte in Indien an den überwältigenden Erfolg von Lagaan nicht anknüpfen. Auch Amir Khan drehte anschließend mit Dil Chahta Hai (2001) einen völlig anders gearteten Film, der in der Stadt spielt und die städtischen Jugend mit ihren Freund- und Liebschaften zum Gegenstand hat.

## Trivia
- Lagaan brach mit einigen ehernen Gesetzen von Bollywood: „Du sollst keinen Period Film (Film in einer bestimmten Zeit oder Gegend) machen; du sollst keinen Film machen, der auf dem Land spielt; du sollst einen Film nie mit einem sportlichen Wettkampf enden lassen; kleide deine Protagonisten nie in Dhoti und gib ihnen nie einen Bindi (Stirnschmuck, auch Tilak genannt).“[6]
- Der Film wurde in einem Zug gedreht, während in Indien sonst sieben bis acht Drehtermine üblich sind und die Schauspieler oft an mehreren Filmen gleichzeitig arbeiten.
- A.R. Rahmans Musik war zum Zeitpunkt des Drehens fast komplett, während sonst Musik und Dreh nichts miteinander zu tun haben und erst nach und nach entstehen.
- Die tragenden Ausländerrollen wurden mit echten Ausländern besetzt, die ihre Hindi-Rollen dazu noch selber sprachen, entweder phonetisch auswendig (Rachel Shelley/Elizabeth: „may toomsay pyar kurnay lugee ho“ statt „main tumse pyar karne lagi ho“) oder in einem halben Jahr angelernt (Paul Blackthorne/Capt.Russell).
- Alle Aufnahmen entstanden vor Ort, nicht im Studio.
- Lagaan war Bollywoods bisher teuerster Film.
- Amir Khan war erst nach mehreren Anläufen bereit, dem Skript des bis dahin nur mäßig erfolgreichen Drehbuchautors Gowariker eine Chance zu geben, als auch seine Familie dem überarbeiteten Skript zustimmte.
- Amir Khan übernahm bei Lagaan nicht nur die Rolle des Hauptdarstellers, sondern auch die des Produzenten.
- Im DVD-Verkauf schlug der Film Lagaan zum ersten Mal den bisherigen „ewigen“ Rekordhalter Sholay (1975).
- Lagaan war der erste Film, der in China landesweit verliehen wurde.
- Der Hauptdarsteller, Aamir Khan, ist ein Nachfahre des „Maulana“ Abul Kalam Azad (1888–1958), eines persischen Tadschiken aus Herat, der mit Gandhi und Patel den Freiheitskampf Indiens führte, die Säkularisation des Landes befürwortete und als Muslim zum ersten Kultusminister Indiens wurde.
- A.R. Rahman, der Komponist der Filmmusik, flog eigens aus Madras zur Fertigstellung der Komposition zum Drehort Bhuj ein, und da er dafür bekannt war, vorwiegend nachts zu arbeiten, kam die britische Hauptdarstellerin, Rachel Shelley, im Nebenzimmer kaum zur Ruhe.[7]

## Preise und Nominierungen
- Oscar 2002
  - Nominiert für Bester fremdsprachiger Film
- Filmfare Award 2002
  - Bester Hauptdarsteller – Aamir Khan
  - Beste Regie – Ashutosh Gowarikar
  - Bester Film
  - Beste Musik – A. R. Rahman
  - Bester Songtext – Javed Akhtar
  - Best Story
- National Film Awards 2002
  - Golden Lotus Award für den Besten Unterhaltungsfilm
  - Beste Musik – A. R. Rahman
- Internationales Filmfestival von Locarno 2001
  - Audience Award
- Zee Cine Award 2002
  - Bester Hauptdarsteller – Aamir Khan
  - Bestes Debüt – Gracy Singh
  - Beste Regie – Ashutosh Gowariker
  - Bester Film – Ashutosh Gowariker
  - Bester Songtext – Javed Akhtar für den Song „Radha Kaise Na Jale“
  - Beste Musik – A. R. Rahman
  - Beste Playbacksängerin – Asha Bhosle für den Song „Radha Kaise Na Jale“.
  - Best Story – Ashutosh Gowariker